# Hayani
Hayani (accadi: 𒄩𒅀𒀀𒉌, Ḫa-ia-a-ni) va ser el vintè rei d'Assíria segons les Llistes dels reis assiris.
Apareix a la secció anomenada "reis que tenen el pare conegut" on és el quart, en una llista confeccionada en ordre invers. S'ha interpretat que aquesta llista es podria referir als ancestres del rei amorita Xamxi-Adad I, que va conquerir Assur i volia justificar el seu dret al tron, però la Cambridge Ancient History i altres autors no hi estan d'acord.
Va succeir al seu pare Samani i el va succeir el seu fill Ilu-Mer.